# Gentlemans Pistols
I Gentlemans Pistols sono un gruppo hard rock inglese nato a Leeds nel 2003.

## Storia
I Gentlemans Pistols si sono formati nel 2003 come trio composto dal cantante e chitarrista James Atkinson (già membro del gruppo hardcore Voorhees), dal bassista Douglas McLaughlan e dal batterista drummer Simon Mawson. Questa formazione ha suonato un solo concerto prima che Simon Mawson venisse rimpiazzato da Adam Clarke nel 2004. La nuova formazione è stata ampliata con l'ingresso del chitarrista Chris Rogers e da allora la band è rimasta stabilmente un quartetto.
Nel 2006 hanno registrato un singolo 7" intitolato Just A Fraction per l'etichetta Art Goes Pop, seguito da un altro 7" lo stesso anno per la Rise Above Records intitolato The Lady. Nell'agosto del 2007 hanno pubblicato il disco d'esordio Gentlemans Pistols, sempre per la Rise Above Records. L'album è stato distribuito in Giappone dalla Leaf Hound Records con l'aggiunta della bonus track Comatose.
Poco prima dell'uscita del disco d'esordio il batterista Adam Clarke ha annunciato la sua uscita dal gruppo. È stato sostituito da Stuart Dobbins, già membro della band zombiecore di Leeds Send More Paramedics. Nel giugno del 2009 anche il chitarrista Chris Rogers ha lasciato il gruppo ed è stato sostituito da Bill Steer già noto per aver militato in Carcass e Firebird. Questa formazione ha pubblicato nel 2011 l'album At Her Majesty's Pleasure.
Nell'aprile del 2013 è stato annunciato l'ingresso di Martyn Roper come bassista, poco prima del concerto alla data di Berlino del festival DesertFest.

## Membri
- James Atkinson - voce, chitarra (2003 – oggi)
- Robert Threapleton - basso, voce (2014 – oggi)
- Bill Steer - chitarra (2009 – oggi)
- Stuart Dobbins - batteria (2007 – oggi)

## Ex-membri
- Simon Mawson - batteria (2003–2004)
- Adam Clarke - batteria (2004–2007)
- Chris Rogers - chitarra (2004–2009)
- Douglas McLaughlan - basso, voce (2003-2013)
- Martyn Roper - basso, voce (2013-2014)

## Discografia
- Just a Fraction (7", 2006) - Art Goes Pop Records
- The Lady (7", 2006) - Rise Above Records
- Gentlemans Pistols (LP, 2007) - Rise Above Records
- At Her Majesty's Pleasure (LP, 2011) - Rise Above Records